# Greav
Greav (în dialectul săsesc Graeve sau Gräve (de asemenea Gräf), la plural Graeven sau Gräven, în germană Graf, cu semnificația de conte, din care a derivat în maghiară grof, mare latifundiar maghiar, având titlul de conte), este un termen folosit din secolul al XII-lea până în secolul al XV-lea pentru desemnarea unei persoane care a fost aleasă din rândul coloniștilor sași ca reprezentant al lor, cu atribuții de judecător special în disputele majore ale comunității, alături de judele sătesc. Modul de alegere al greavilor, atribuțiile lor, contribuția lor la procesul de colonizare a teritoriilor transilvănene, începând cu secolul al XII-lea, formarea puterii lor ereditare precum și dispariția acestei funcții, începând cu secolul al XIV-lea și terminând cu sfârșitul secolului al XV-lea, a fost și este un subiect controversat în rândul istoricilor, care s-au ocupat cu această chestiune.

## Statutul social
Primele informații și menționări documentare despre greavi provin începând din secolele al XII-lea și al XIII-lea, documente care atestă danii, schimbări de sate și numele unor greavi. V. Werner consideră că, asemenea colonizărilor germane din alte regiuni, unde locatorul a jucat un rol deosebit, greavii au avut aceeași importanță și datorită faptului că mult vreme ei au apărut sub numele de „comes” și că uneori, în interiorul aceleiași comunități, existau greavi înrudiți între ei. Toate menționările documentare ale tuturor privilegiilor acordate de-a lungul timpului coloniștilor sași, unde se amintește despre alegerea unui conducător localnic, întotdeauna este vorba de un jude sătesc. Chiar dacă greavul nu era cea mai importantă personalitate a satului, el era privilegiat fie și numai din faptul că putea cere un teren agricol mai mare, neluând în calcul că documentele amintesc și de modul ereditar de transmitere a averii lor. În multe documente greavii apar ca proprietari de mori, ceea ce duce la ideea că această activitate era unul din privilegiile acordate lor.
Greavii erau membrii unei pături privilegiate ai societății săsești din Transilvania. Spre deosebire de majoritatea sașilor, greavii erau militari de carieră. Prin participarea la războaie sau bătălii, comunitatea își îndeplinea obligația de a pune la dispoziție soldați. În același timp, greavii aveau dreptul de judecată asupra populației săsești. Inițial, funcția se obținea pe viață, ulterior a devenit ereditară. Cu toate acestea, greavul era un membru și nu un proprietar funciar al comunității pe care o conducea, motiv pentru care trebuia și el să plătească dările datorate regelui. Începând cu secolul al XIII-lea, unele familii de greavi au achiziționat pământuri și în afara teritoriilor săsești din Transilvania, au strâns legăturile cu nobilimea maghiară din Transilvania, cu care s-au contopit în final.
Greavii erau membri ai așa-numitei mici nobilimi săsești, care în baza funcției de jude au reușit să acumuleze averi mari. La numai 300 de ani după colonizarea sașilor, când greavii au început să-și dorească tot mai mult să domine țăranii liberi în felul în care nobilii maghiari stăpâneau asupra șerbilor legați de glie, aceștia au fost obligați fie să renunțe la privilegiile lor nobiliare, fie să părăsească Pământul Crăiesc.

## Atribuții
O contribuție la cercetarea instituției greavilor (pl) (în germană Gräven, în latină gerebiones, comites, judices) a avut-o Georg Müller, care semnala că aceștia aveau atribuții judecătorești și administrative în sate și târguri, și care nu trebuie confundați cu juzii sătești (în germană Dorfrichtern, Hannen, în latină villici).
Th.Nägler susține teza prin care, la momentul înființării instituției greavilor, comunitatea locală nu avea drept de opinie sau de vot. În susținerea acestei supoziții stau menționări documentare prin care greavul era instituit împotriva voinței comunității, prin ordin regal. În consecință, Th. Nägler generalizează ideea că greavii de pe pământul regal au avut puteri discreționare și depline doar temporar și cu totul excepțional. În teritoriile în care cuantumul drepturilor era restrâns sau inexistent, au obținut cu mai multă ușurință aceste drepturi.

## Exercitarea puterii
Prin privilegiile acordate de regele Ștefan V greavilor din Câlnic, care ulterior au cumpărat și schimbat alte sate, aceștia au reușit să aibă în proprietate un număr semnificativ de localități, majoritatea lor fiind localizate în afara pământului regal, în Comitatul Alba. Greavii din Câlnic au reușit să-și sporească averile și posesiunile și prin legături matrimoniale cu unele familii nobiliare maghiare.
Informații despre greavii din Roșia parvin din anul 1411. Ei exercitau diferite funcții pornind de la greav pe alte sate la jude scăunal sau regal al Sibiului. Spre deosebire de cei din Câlnic, ei nu și-au creat relații cu nobilimea feudală, dar s-au evidențiat printr-o titulatură specială de „legales comites” („juzi de drept”). Ultimele mențiuni despre ei sunt din anul 1467, când greavul Petrus a fost executat la Sibiu pentru acuzația de conspirație împotriva lui Matia Corvin.
Greavii din Ocna Sibiului apar în documente ca și conducători ai răsculaților din anul 1277 care au asediat și distrus catedrala din Alba Iulia. Conform cercetărilor lui Oliver Velescu, acesta consideră că greavii din Ocna Sibiului își disputau de fapt supremația asupra aservirii mai multor localități din apropierea Sebeșului cu episcopul Transilvaniei. Mișcarea condusă de greavul Gaan este considerată a fi fost o revoltă similară cu cea a țărănimii române sau ungare împotriva aservirii comunităților săsești de către nobilimea feudală. Într-un mod similar au acționat și greavii Henning și Blaufuuz care au apărat drepturile așezărilor libere din provincia Sibiului obținând de la regele Carol Robert de Anjou confirmarea diplomei andreene în anul 1317.
Au existat greavi și în afara Transilvaniei, cum ar fi Laurencius de Longo Campo, probabil ultimul comite săsesc al orașului Câmpulung, din Țara Românească.
Relațiile dintre greavi și comunitățile pe care le conduceau a diferit în timp, de la un secol la altul, de la o regiune la alta și chiar de la o familie la alta. Unii au reușit să-și aservească numeroase localități, alții au apărat vreme îndelungată interesele membrilor comunităților lor.